# جیکوب اوانیوک
جیکوب اِوانیوک (انگلیسی: Jacob Ewaniuk؛ زادهٔ ۱ سپتامبر ۲۰۰۰) بازیگر اهل کانادا است.
از فیلم‌ها یا مجموعه‌های تلویزیونی که وی در آن‌ها نقش داشته است می‌توان به گربه کلاه‌به‌سر، آرتور، پلیس‌های تازه‌کار و ماجراهای مرداک اشاره نمود.